# Festival du film de New York
Le festival du film de New York (New York Film Festival ou NYFF) est un festival de cinéma américain créé en 1963 et qui se déroule chaque année au Walter Reade Theater du Lincoln Center de New York.

## Historique
Créé en 1963, il est organisé par le Film Society of Lincoln Center. L'un des créateurs du festival est Richard Roud (en), biographe d'Henri Langlois,. Très francophile, il programme régulièrement des films français, notamment ceux d'auteurs de la Nouvelle Vague tels que François Truffaut, Jean-Luc Godard, Éric Rohmer, Jacques Rivette ou encore Alain Resnais.
Selon Le Monde dans les années 1990, son successeur, Richard Peña, s'intéresse plus au cinéma d'Extrême-orient ou d'Amérique du Sud.

## Programme
Main Slate :
- Official Selection
- Gala Tributes
- 20th Anniversary Screening
- Emerging Artists
- Shorts Programs
- Film Comment Magazine Presents

NYFF Talks :
- HBO Directors Dialogues
- HBO On Cinema
- NYFF Live

Spotlight on Documentary :
- Applied Science
- How Democracy Works Now
- Motion Portraits

Autres programmes :
- Jean-Luc Godard - The Spirit of the Forms
- Revivals
- Convergence
- Views from the Avant-Garde